# Sedgwick (Arkansas)
Sedgwick – miasto w Stanach Zjednoczonych, w stanie Arkansas, w hrabstwie Lawrence.